# Adźita Keśakambali
Adźita Keśakambali (sanskryt trl. Ajita Keśakambali, pāli Ajita Kesakambala, ang. Ajita Kesakambali) – żyjący w VI w. p.n.e. filozof indyjski,  uznawany za jednego z pierwszych znanych głosicieli indyjskiego materializmu. Był jednym z sześciu oponentów nauk Buddy Śakiamuniego. Podobnie jak teksty lokajaty, jego nauczania nie przetrwały, z wyjątkiem rozproszonych źródeł spisanych przez jego przeciwników w celu ich obalenia. Członków tradycji Adźita Keśakambali określa się terminem keśambalinowie.